# Mikel Motos
Mikel Motos Cabodevilla (San Sebastián, 30 gennaio 1993) è un cestista spagnolo.

## Palmarès
- Copa Princesa de Asturias: 1

San Sebastián: 2020